# Herøy, Møre og Romsdal
Herøy este o comună din provincia Møre og Romsdal, Norvegia.